# Naeviopsis
Naeviopsis is een geslacht van schimmels uit de familie Calloriaceae. De typesoort is Naeviopsis epilobii.

## Soorten
Volgens Index Fungorum telt het geslacht 14 soorten (peildatum februari 2022):
| Soortnaam                                       | Auteur(s)                  | Publicatiejaar |
| ----------------------------------------------- | -------------------------- | -------------- |
| Naeviopsis arctica                              | (Allesch.) B. Hein         | 1976           |
| Naeviopsis caricis-brizoidis                    | Svrček                     | 1982           |
| Naeviopsis carneola                             | B. Hein & Nannf.           | 1992           |
| Naeviopsis carneopallida (Bleekroze schoteltje) | (Roberge ex Desm.) B. Hein | 1976           |
| Naeviopsis epilobii                             | (P. Karst.) B. Hein        | 1976           |
| Naeviopsis jenensis                             | (J. Kunze ex Rehm) B. Hein | 1976           |
| Naeviopsis montana                              | B. Hein                    | 1976           |
| Naeviopsis primulae                             | (Rehm) B. Hein             | 1976           |
| Naeviopsis pusilla                              | (Speg.) B. Hein            | 1976           |
| Naeviopsis rhodiolae                            | B. Hein                    | 1976           |
| Naeviopsis salicis                              | B. Hein                    | 1976           |
| Naeviopsis simulans                             | B. Hein                    | 1976           |
| Naeviopsis tithymalina                          | (J. Kunze) B. Hein         | 1976           |
| Naeviopsis tornensis                            | B. Hein                    | 1976           |